# Strong (Robbie Williams-dal)
A Strong című dal Robbie Williams brit popénekes 1998-as albumának, az I’ve Been Expecting You-nak a harmadik kislemeze. A kislemeznek sikerült bekerülnie a legjobb öt dal közé a brit toplistán.
A kislemez B-oldalas száma a Let Me Entertain You élő verziója az 1999-es BRIT Awards gálaestről. A fellépés videója később felkerült a kislemez bővített változatára is.
Knebworth-ben adott koncertje alatt a közönség és az énekes megpróbálta megdönteni a legtöbb ember által előadott karaoke világrekordját, mikor a dalt énekelték.

## Klip
A Strong videóklipjét Simon Hilton brit művész rendezte. Hilton készített klipeket Paul McCartney és John Lennon és William Orbit részére is. A videóklip turné alatt készült felvételeket tartalmaz, úgymint: élő fellépéseket, Robbie az unokaöccsével, Robbie a színpadon az édesapjával, és ahogy Robbie hülyéskedik.
| #         | Kiadó cég | Ország | Formátum    | Megjelent     | Produkciós cég | Rendező      | Producer      | Kiadó        |
| --------- | --------- | ------ | ----------- | ------------- | -------------- | ------------ | ------------- | ------------ |
| 1. verzió |           |        | zenei video | 1999. március |                |              |               |              |
| 2. verzió | Chrysalis | UK     | zenei video | 1999          |                | Simon Hilton | Carrie Sutton | Simon Hilton |

## Siker
A dal Williams hetedik top ötös kislemeze lett az Egyesült Királyságban, mikor az 1999 márciusában megjelent. A dalnak sikerült Új-Zélandon is a top 10-be kerülnie, de Európában nem tett szert nagy sikerre.

## Különböző kiadások
A Strong című kislemezen az alábbi formátumok és dalok találhatóak:
- UK CD

(Megjelenés: 1999. március 15.)
1. "Strong" – 4:38
2. "Let Me Entertain You" [Live at the Brits 1999] – 4:44
3. "Happy Song" – 2:53
4. "Let Me Entertain You" [Live at the Brits 1999 – Enhanced Video]

## Helyezések
| Lista (1999)                        | Csúcs pozíció |
| ----------------------------------- | ------------- |
| Egyesült Királyság kislemez listája | 4             |
| Új-Zéland kislemez listája          | 9             |
| Dánia kislemez listája              | 55            |
| Németország kislemez listája        | 68            |
| Franciaország kislemez listája      | 99            |

## Közreműködők
- Robbie Williams – dalszerző, előadó
- Guy Chambers – dalszerző, producer
- Steve Power – producer, mixing
- Elaine Constantine – fotó
- Adam Howe – stylist
- Tom Hingston Studio – művészeti vezető, design